# Aloe angulata
Aloe angulata é uma espécie de liliopsida do gênero Aloe, pertencente à família Asphodelaceae.